# Mistrzostwa Krajów Bałkańskich w Maratonie 2011
Mistrzostwa Krajów Bałkańskich w Maratonie 2011 – zawody lekkoatletyczne, które rozegrano 8 maja w stolicy Macedonii Skopju. Czempionat odbył się w ramach piątej edycji Skopje Marathon, w którym wystartowało 3000 uczestników z 33 krajów – w biegu tryumfowali Kenijczyk Dicskon Terer z czasem 2:23:51 oraz jego rodaczka Cecilia Wangui Warutumo z czasem 2:50:07.

## Rezultaty
| Konkurencja: | 1. miejsce         | Rezultat   | 2. miejsce          | Rezultat | 3. miejsce      | Rezultat |
| Mężczyźni    | Mehmet Ali Akbas   | 2:37:16    | Ǵorǵi Trendafiłow   | 2:39:13  | Ilir Kelezi     | 2:43:26  |
| Kobiety      | Sladjana Perunović | 2:53:15 NR | Georgiana Dragotoiu | 2:57:51  | Dianka Dawidowa | 3:02:00  |